# Interstate 375 (Michigan)
Pour les articles homonymes, voir interstate 375.
L'Interstate 375 (I-375) est une autoroute auxiliaire sud–nord de la ville de Détroit, dans le Michigan. Il s'agit du segment sud de la Walter P. Chrysler Freeway et une autoroute collectrice de l'I-75 dans le centre-ville de Détroit. Avec seulement 1,062 mile (1,709 km), il s'agit de la deuxième plus courte autoroute inter-États indiquée des États-Unis après l'I-110 à El Paso, Texas. Le Michigan Department of Transportation (MDOT) a annoncé, en 2013, qu'il songeait à retirer la désignation de l'I-375 et, en 2021, il a indiqué vouloir convertir l'autoroute en boulevard.

## Description du tracé
L'I-375 et la Chrysler Freeway débutent à Jefferson Avenue entre St. Antoine Street et Beaubien Street dans le centre-ville de Détroit, près du Renaissance Center. L'autoroute se dirige vers l'est avant de bifurquer au nord. Environ un mile (1,6 km) après le terminus sud, l'I-375 rencontre l'I-75.

## Liste des sorties
| Interstate 375    |              |      |      |                                                     |                                                                   |
| Comté             | Municipalité | mi   | km   | Intersections / Destinations                        | Notes                                                             |
| Wayne             | Détroit      | 0,00 | 0,00 | Jefferson Avenue ouest (I-75 BS sud) – Civic Center | Continue au-delà du terminus sud                                  |
| Wayne             | Détroit      | 0,43 | 0,69 | Jefferson Avenue est                                | Sortie direction sud, entrée direction nord                       |
| Wayne             | Détroit      | 0,69 | 1,11 | Lafayette Avenue                                    | Sortie direction sud, entrée direction nord                       |
| Wayne             | Détroit      | 0,92 | 1,48 | I-75 sud – Toledo M-3 (en) nord (Gratiot Avenue)    | Sortie direction nord, entrée direction sud; sortie 51C de l'I-75 |
| Wayne             | Détroit      | 1,06 | 1,71 | Madison Street                                      | Sortie direction sud, entrée direction nord                       |
| Wayne             | Détroit      | 1,06 | 1,71 | I-75 nord – Flint                                   | Terminus nord; sortie 51C de l'I-75                               |
| - Accès incomplet |              |      |      |                                                     |                                                                   |